# فهد الجلبوبی
فهد الجلبوبی (عربی: فهد خميس الجلبوبي؛ زاده ۱۴ اوت ۱۹۹۰) یک بازیکن فوتبال اهل عمان است.
وی همچنین در تیم ملی فوتبال عمان بازی کرده است.